# Зомброво (Колобжезький повіт)
Зомброво (пол. Ząbrowo, нім. Semmerow) — село в Польщі, у гміні Ґосьцино Колобжезького повіту Західнопоморського воєводства.
Населення — 200 осіб (2011).

## Демографія
Демографічна структура станом на 31 березня 2011 року:
|          | Загалом | Допрацездатний вік | Працездатний вік | Постпрацездатний вік |
| -------- | ------- | ------------------ | ---------------- | -------------------- |
| Чоловіки | 105     | 29                 | 65               | 11                   |
| Жінки    | 95      | 23                 | 52               | 20                   |
| Разом    | 200     | 52                 | 117              | 31                   |